# Sirkanay (huyện)
Sirkanay là một huyện thuộc tỉnh Konar, Afghanistan. Dân số thời điểm năm 1999 là 21,797 người.